# Golfo de Sajalín
El golfo de Sajalín (en ruso: Сахалинский залив) es un golfo en el mar de Ojotsk entre la Rusia continental (al norte de la boca del Amur) y el extremo norte de la isla de Sajalín. El golfo alcanza los 160 km en su boca y tiene una anchura de 100 km. Está cubierto de hielo desde mediados de noviembre hasta finales de abril, pero los vientos del norte pueden dejar la bahía bloqueada con hielo hasta julio. El valor de las mareas diurnas es 2.3-2.5 m.
Administrativamente, el golfo está localizado entre el krai de Jabárovsk, al oeste, en la parte continental, y la isla de Sajalín, al este, en el homólogo óblast de Sajalín
El puerto pesquero de Moskalvo (Москальво)  (salmón, bacalao) se encuentra en la costa oriental del golfo de Sajalín, cerca de la isla de Ush.

## Historia
El golfo de Sajalín fue frecuentado por balleneros estadounidenses y rusos que atacaban a las ballenas de Groenlandia entre 1848 y 1874. También comerciaban con los nativos siberianos por pescados. Del 6 al 7 de septiembre de 1854, el barco City (de 351 toneladas), de New Bedford, embarrancó y naufragó en el lado occidental del golfo. La mayor parte de su tripulación llegó a la isla de Sajalín, pero siete hombres, incluido el primer oficial, perecieron en una balsa de los restos del bricbarca Peruvian. Pudieron llegar a la aldea rusa de Petrovsk y enbarcar en un bergantín de regreso al hogar.

## Fauna silvestre
En el verano, las ballenas beluga llegan a la cabeza del golfo de Sajalín para alimentarse del desove del salmón.